# Rezz
Isabelle Rezazadeh (Járkov; 28 de marzo de 1995), conocida por su nombre artístico Rezz (estilizado como REZZ), es una DJ, remezcladora y productora discográfica canadiense. Compositora autodidacta desde los 16 años, publicó su EP debut, Insurrection, en 2015 a través de Nest HQ, una firma dependiente de la compañía discográfica OWSLA. En 2016 firmó con mau5trap, el sello de deadmau5, y publicó otros dos EPs, The Silence is Deafening y Something Wrong Here. El 4 de agosto de 2017, Rezazadeh publicó su álbum de estudio debut Mass Manipulation, con su sucesor Certain Kind of Magic, publicado en 2018.

## Inicios
De origen persa y ucraniano, Rezazadeh nació en Járkov, Ucrania, el 28 de marzo de 1995 y fue criada por su madre ucraniana y su padre iraní, antes de mudarse a Canadá a una joven edad. Mientras estudiaba en la secundaria, trabajaba como mesera en el Hard Rock Cafe de Niagara Falls, pero solía no cumplir con sus turnos de trabajo para asistir a festivales de música electrónica con sus amigos. A los 16 años y después de un viaje a Los Ángeles para ver un festival encabezado por deadmau5, sintió la inspiración de aprender a producir música por su cuenta. Posteriormente se mudó a Toronto y se involucró en la escena de la ciudad, donde asistió a presentaciones de dubstep de artistas como Bassnectar, Pretty Lights, Zeds Dead, entre otros, que ayudaron a desarrollar su estilo.

## Carrera

### 2015-16: sus primeros EPs
Rezazadeh empezó a producir música de manera autodidacta mientras vivía en casa de sus padres en Niagara Falls. Comenzó a recibir reconocimiento por su música cuando en 2015 el productor canadiense Attlas del sello mau5trap se encontró con la música de ella en Internet y envió algunos de sus temas a la discográfica para una posible publicación. Finalmente, el sencillo «Serenity» fue publicado en junio a través de la firma e incluido en el álbum recopilatorio We Are Friends, Vol. 4. Ese mismo año también atrajo la atención del artista Skrillex, quien le mandó un mensaje interesado por su música, lo que llevó a la publicación el 20 de julio de un EP de tres canciones, Insurrection, a través de la compañía dependiente de su sello discográfico OWSLA, Nest HQ.
En 2016, Rezz anunció su primera producción de EP a través de la discográfica mau5trap, The Silence is Deafening, la cual fue publicada el 22 de enero. Posteriormente ese mismo año, el trabajo fue seguido por un segundo EP publicado por el mismo sello, Something Wrong Here, el 7 de octubre de 2016. A fines de octubre, este alcanzó la posición número 18 de la lista de álbumes de dance y electrónica de Billboard.

### 2017-18:Mass ManipulationyCertain Kind of Magic
En julio de 2017, mau5trap anunció el primer álbum de estudio de Rezz, Mass Manipulation. Para promocionar el lanzamiento del disco, junto con el anuncio se publicó un videoclip musical de la canción «Relax» en YouTube. Mass Manipulation fue publicado en tiendas virtuales el 4 de agosto y en una edición limitada de 300 vinilos el 6 de octubre. En septiembre, Rezz anunció una colaboración con el artista Luis Colindres para la publicación de un cómic de 60 páginas basado en el álbum y para promocionarlo publicó además un video musical de la canción «Premonition». Mass Manipulation alcanzó la posición número 16 en la lista de dance y electrónica de Billboard. En marzo de 2018, el álbum ganó el premio Juno en la categoría «mejor álbum de música electrónica del año».
El 1 de junio de 2018 Rezazadeh anunció la publicación de un segundo álbum de estudio, Certain Kind of Magic. El trabajo fue publicado el 3 de agosto de ese mismo año a través del sello mau5trap. A manera de adelanto del nuevo álbum, el 4 de junio se lanzó «Witching Hour», el sencillo principal. El segundo sencillo, «Hex», se realizó en colaboración con el artista 1788-L y fue publicado el 29 de junio. Certain Kind of Magic alcanzó la posición número 12 en la lista de dance y electrónica de Billboard. Además estuvo nominado en la categoría «mejor álbum de música electrónica del año» de los premios Juno de 2019.

### 2019-presente:Beyond the Senses
El 14 de mayo de 2019, Rezz anunció por Twitter su siguiente EP, compuesto por seis temas, titulado Beyond the Senses y con una fecha de lanzamiento prevista para el 24 de julio. A diferencia de trabajos anteriores, se publicó con la firma del sello discográfico AWAL. Al día siguiente del anuncio, se publicó el sencillo «Dark Age», que de acuerdo a la artista era la primera canción que había completado y la que creía que más se ajustaba a la atmósfera que buscaba crear con el proyecto. El 12 de junio publicó el tema «Falling», una colaboración con la banda estadounidense de rock Underoath, de la que Rezz afirmó que era una de sus primeras inspiraciones musicales, ya que creció escuchándola cuando era adolescente. La publicación fue acompañada por un video musical estrenado el mismo día, que de acuerdo a su director Colin G. Cooper, se inspiraba en el mundo de la realidad virtual y el deseo de escapar. Esto iba en consonancia con los planes de Rezz para el EP, ya que poco después anunció una presentación global en realidad virtual con la colaboración del estudio Wave. El show virtual se llevó a cabo el 23 de julio, un día antes del estreno oficial de Beyond the Senses, y los seguidores lo pudieron seguir por diversas plataformas, tanto en aplicaciones de cascos de realidad virtual como transmisiones en vivo por Facebook, YouTube y Twitch. Beyond the Senses resultó ganador como «mejor álbum de música electrónica del año» en la edición de 2020 de los premios Juno.

## Discografía
Álbumes de estudio
- Mass Manipulation (2017)
- Certain Kind of Magic (2018)
- Spiral (2022)

EP
- Insurrection (2015)
- The Silence is Deafening (2016)
- Something Wrong Here (2016)
- Beyond the Senses (2019)
- Criminals (2019)
- Hell on Earth (2019)
- Into The Abyss (2020)
- Someone Else (2020)
- Orbit (2020)
- Sacrificial (2021)
- Hypnocurrency (2021)
- Taste of You (2021)
- Chemical Bond (2021)
- Let Me In (2021)
- Puzzle Box (2022)

## Premios y nominaciones

### Premios Juno
| Año  | Asociación   | Categoría                 | Obra                  | Resultado | Ref.   |
| ---- | ------------ | ------------------------- | --------------------- | --------- | ------ |
| 2018 | Premios Juno | Álbum electrónico del año | Mass Manipulation     | Ganador   | [ 47 ] |
| 2019 | Premios Juno | Álbum electrónico del año | Certain Kind of Magic | Nominado  | [ 48 ] |
| 2020 | Premios Juno | Álbum electrónico del año | Beyond the Senses     | Ganador   | [ 49 ] |